# دوين هارمر
دوين هارمر هو لاعب هوكي الجليد كندي، ولد في 3 يونيو 1974 في ويست بيرث في كندا.

## وصلات خارجية
- دوين هارمر على موقع دوري الهوكي الوطني (الإنجليزية)
- دوين هارمر على موقع EliteProspects.com (الإنجليزية)
- دوين هارمر على موقع Eurohockey.com (الإنجليزية)
- دوين هارمر على موقع HockeyDB.com (الإنجليزية)